# Philippe Étancelin
Philippe Étancelin (Ruão, 29 de dezembro de 1896 – Neuilly-sur-Seine, 13 de outubro de 1981) foi um automobilista francês que competiu na Fórmula 1.
Ele foi um dos pilotos que disputaram o primeiro GP da história da categoria. Também entrou para história como o segundo piloto mais velho a alinhar em um grid (56 anos, no GP da França de 1952, último de sua carreira na Fórmula 1) e o mais velho da história a estrear e completar, pela primeira vez, uma corrida de Fórmula 1 (53 anos, GP da Inglaterra de 1950). Os melhores resultados do francês foram dois quintos lugares, nos GP's da Itália e da França (ambos com sua própria equipe). Afastado dos monopostos desde então, continuou correndo profissionalmente, encerrando definitivamente sua trajetória em 1974.
Étancelin, que antes da F-1 venceu as 24 Horas de Le Mans em 1934, morreu aos 84 anos em Neuilly-sur-Seine, cidade localizada a oeste de Paris.

## Todos os Resultados na Fórmula 1
(legenda)
| Ano  | Equipe                     | Chassis             | Motor       | 1      | 2       | 3       | 4       | 5       | 6       | 7     | 8     | Posição | Pontos |
| ---- | -------------------------- | ------------------- | ----------- | ------ | ------- | ------- | ------- | ------- | ------- | ----- | ----- | ------- | ------ |
| 1950 | Philippe Étancelin         | Talbot-Lago T26C    | Talbot L6   | GBR 8  | MON Ret | 500     | SUI Ret |         |         | ITA 5 |       | 18º     | 3      |
| 1950 | Automobiles Talbot-Darracq | Talbot-Lago T26C DA | Talbot L6   |        |         |         |         | BEL Ret |         |       |       | 18º     | 3      |
| 1950 | Philippe Étancelin         | Talbot-Lago T26C DA | Talbot L6   |        |         |         |         |         | FRA 5 * |       |       | 18º     | 3      |
| 1951 | Philippe Étancelin         | Talbot-Lago T26C DA | Talbot L6   | SUI 10 | 500     | BEL Ret | FRA Ret | GBR     | GER Ret | ITA   | ESP 8 | NC      | 0      |
| 1952 | Escuderia Bandeirantes     | Maserati A6GCM      | Maserati L6 | SUI    | 500     | BEL     | FRA 8   | GBR     | GER     | PAB   | ITA   | NC      | 0      |

* Corrida disputada em parceria com Eugène Chaboud